# イスクラ・オジンツォボ

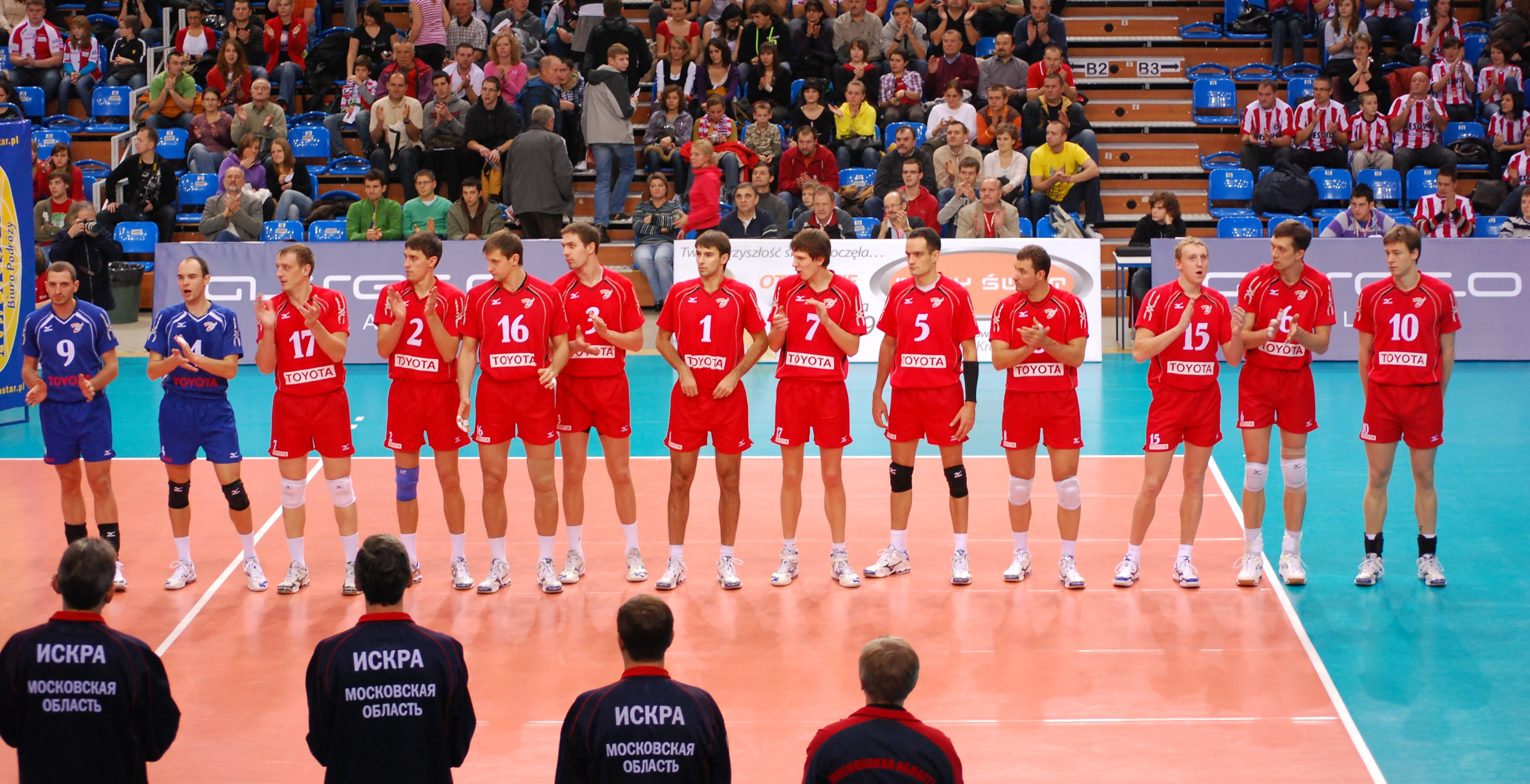
イスクラ・オジンツォボ 2009

イスクラ・オジンツォボ（ロシア語: Искра Одинцово）は、ロシア・オジンツォボを本拠地とする男子バレーボールクラブチーム。1979年創設。

## 主な成績
ソ連リーグ／ ロシアリーグ
- 優勝：なし

 ソ連カップ／ ロシアカップ
- 優勝：1986、1987、2002

## 歴代監督
- ゾラン・ガイッチ

## 歴代所属選手
- アレクセイ・カザコフ
- パーベル・アブラーモフ
- アレクセイ・クレショフ
- アレクセイ・ベルボフ
- ロマン・ヤコブレフ
- アンドレイ・エゴルチェフ
- パヴェル・クルグロフ
- セルゲイ・マカロフ
- ジルベルト・ゴドイフィリョ
- ヴァーサ・ミイッチ
- ヴェリコ・ペトコビッチ
- ヨッヘン・シェープス